# Vinos con denominación de origen (serie filatélica)
Vinos con denominación de origen es el nombre de una serie filatélica emitida por la Sociedad Estatal Correos y Telégrafos de España entre los años 2002 y 2004, dedicada a los principales vinos con denominación de origen españoles. En total fueron puestos en circulación nueve sellos en cinco fechas de emisión diferentes.

## Descripción
| Fecha de emisión | Nombre del sello (descripción) | Dimensiones (mm) | Valor facial (en €) |
| ---------------- | --- | ---------------- | ------------------- |
| 27.07.2002       | 1) La D.O. Rías Baixas de Galicia; en el sello se reproduce un racimo de uvas de la variedad albariño y el logotipo distintivo del vino                                                        | 28,8 × 40,9      | 0,25                |
| 20.09.2002       | 1) La D.O. Rioja; en el sello se reproduce un racimo de uvas de la variedad tempranillo, una copa con vino y el logotipo distintivo                                                            | 28,8 × 40,9      | 0,50                |
| 20.09.2002       | 2) La D.O.C. Manzanilla-Sanlúcar de Barrameda de Sanlúcar de Barrameda (Cádiz); en el sello se reproduce un racimo de uvas de la variedad palomino, una copa con vino y el logotipo distintivo | 28,8 × 40,9      | 0,75                |
| 22.09.2003       | 1) La D.O. Montilla-Moriles de Andalucía; el sello muestra una ilustración alegórica al vino y su logotipo distintivo                                                                          | 28,8 × 40,9      | 0,51                |
| 22.09.2003       | 2) La D.O. Valdepeñas de las provincias de Albacete y Ciudad Real; en el sello se reproducen dos racimos de uvas, una copa con vino blanco y su logotipo distintivo                            | 28,8 × 40,9      | 0,76                |
| 22.09.2003       | 3) La D.O. Bierzo de la provincia de León; en el sello se reproducen dos botellas de vino del Bierzo y el logotipo distintivo                                                                  | 28,8 × 40,9      | 1,85                |
| 30.10.2003       | 1) La D.O. Panadés de Cataluña; el sello muestra una ilustración alegórica al vino y su logotipo distintivo                                                                                    | 28,8 × 40,9      | 0,26                |
| 01.09.2004       | 1) La D.O. Ribeiro de la provincia de Orense; en el sello se reproduce un racimo de uvas blancas y una botella con el logotipo distintivo del vino                                             | 28,8 × 40,9      | 0,27                |
| 01.09.2004       | 2) Diseño alusivo a la D.O. Málaga con el logotipo distintivo del vino | 28,8 × 40,9      | 0,52                |